# Голан, Менахем
Менахем Голан (31 мая 1929, Тверия, Британский мандат в Палестине — 8 августа 2014, Яффа, Тель-Авив, Израиль) — израильский кинорежиссёр и продюсер компании Cannon Films.

## Биография
Менахем Голан родился в Тверии как Менахем Глобус в семье, репатриировавшейся из Польши в 1920-е годы. Поменял фамилию на Голан во время учёбы на курсах ВВС Израиля. Во время войны за независимость сражался в долине реки Иордан и за освобождение города Тверия. После войны Голан поехал изучать театральное дело в Лондон, окончил с отличием Академию музыки и драматического искусства (L.A.M.D.A) и продолжил обучение в известной школе Олд Вик (Old-Vic school).
Когда он вернулся в Израиль три года спустя, был принят в качестве помощника режиссёра в театр Габима. Он режиссировал пьесы Петри Фрей, Эфраима Кишона и Игаля Мосинзона, театральные спектакли в театре «Матате», а также основал театр «Ашидра», где поставили успешный спектакль «Ализа Мизрахи». Он также основал театр для детей под названием «Тилон»
В 1960 году отправился изучать кино в Нью-Йоркском университете и присоединился к группе, которая работала с продюсером и режиссёром Роджером Корманом.

### Кинорежиссёр
В 1963 году вернулся в Израиль и снял свой первый фильм, «Эльдорадо», с участием Хаима Тополя и Гилы Альмагор. Фильм получил награду «Кинор Давид». В 1964 году снял фильм «Далья и моряки» и начал сотрудничать со своим двоюродным братом Йорамом Глобусом. Вместе они основали кинокомпанию «Сиртей Ноах» (названную в честь отца Голана). В 1960-70-х годах они произвели десятки фильмов, некоторые из которых стали любимыми в израильском кино. Фильм «Операция „Йонатан“» стал известен во всём мире и был номинирован на «Оскар» и «Золотой глобус».

### В Голливуде
В 1978 году Голан и Глобус переехали в Голливуд и купили небольшую компанию The Cannon Group. В 1980 компания выпустила фильм под названием «Яблоко» в жанре научной фантастики. Этот фильм часто упоминается в списке худших фильмов в истории. После нескольких неудач, они в конце концов заслужили звание голливудских продюсеров.
В конце концов они продали компанию Cannon и прекратили совместную деятельность. Менахем Голан основал свою собственную компанию «Фильмы XXI века», в которой создавал фильмы, в частности «Капитан Америка» (1990). После закрытия Компании он снова стал работать с Глобусом.
В конце 1980-х Голан и Глобус основали в Израиле сеть кинотеатров.

### Возвращение в Израиль
В середине 1990-х Голан вернулся в Израиль и начал режиссировать мюзиклы. Среди поставленных им мюзиклов были «Оз Ли Гоц Ли», «Грек Зорба», «Алиса», «Энни», «Оливер Твист», «Красавица и чудовище». Самым успешным из них стали «Звуки музыки» с Хани Намиас в главной роли.

## Фильмография
| Год  | Название                                     | Примечания          |
| ---- | -------------------------------------------- | ------------------- |
| 1975 | «Лепке»/Lepke                                | Режиссёр            |
| 1975 | «Бриллианты»/Diamonds                        | Режиссёр            |
| 1977 | «Операция „Йонатан“»/Operation Thunderbolt   | Режиссёр            |
| 1978 | «Горячая жевательная резинка»/«אסקימו לימון» | Продюсер            |
| 1980 | «Яблоко» /The Apple                          |                     |
| 1981 | «Входит ниндзя»/Enter the Ninja              | Режиссёр            |
| 1982 | «Жажда смерти 2»/Death Wish II               | Продюсер            |
| 1984 | Лицо без маски                               | Продюсер            |
| 1985 | Поезд-беглец                                 | Продюсер            |
| 1986 | «Подразделение „Дельта“»/The Delta Force     | Режиссёр            |
| 1986 | «Подцеплен по крупному»/52 Pick-Up           | Продюсер            |
| 1987 | «Изо всех сил»/Over The Top                  | Режиссёр            |
| 1987 | «Король Лир»/King Lear                       | Продюсер            |
| 1987 | «Гензель и Гретель»/Hansel and Gretel        | Продюсер            |
| 1988 | «Война Ханы»/Hanna’s War                     | Режиссёр            |
| 1989 | «Мэкки-Нож»/Mack the Knife                   | Режиссёр, сценарист |
| 1992 | «Убить „Голландца“»/Hit The Dutchman         | Режиссёр            |
| 1992 | «Пляска смерти»/Dance Macabre                | Продюсер            |
| 1994 | «Смертельно опасные герои»/Deadly Heroes     | Режиссёр            |

Актер
1998 — Armstrong — президент России